# Charles Mordaunt, 3. Earl of Peterborough

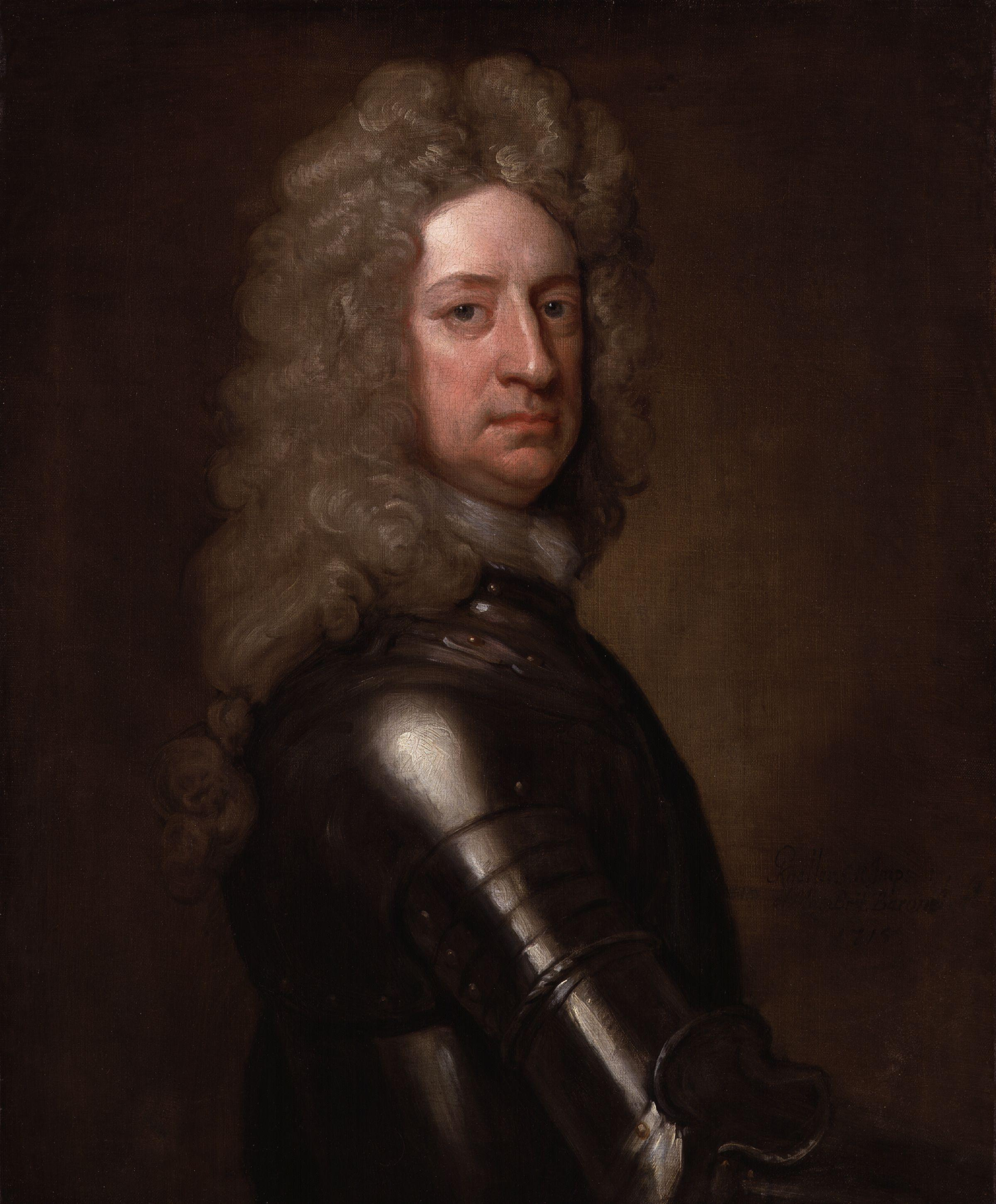
Charles Mordaunt, 3. Earl of Peterborough, von Godfrey Kneller, vor 1723, National Portrait Gallery

Charles Mordaunt, 3. Earl of Peterborough KG (* 1658; † 25. Oktober 1735 in Lissabon) war ein britischer Staatsmann und Militär.

## Leben
Er war der älteste Sohn von John Mordaunt, 1. Viscount Mordaunt und dessen erster Gattin Elizabeth Carey. Er studierte ab 1674 am Christ Church College der University of Oxford und wählte danach die Militärlaufbahn. Unter dem Admiral Sir John Narborough (um 1640–1688) war er am Kampf gegen Barbaresken-Korsaren im Mittelmeer beteiligt. Ein erfolgreicher nächtlicher Überfall mit Kanonenbooten auf die Korsarenschiffe im Hafen von Tripolis durch Lieutenant Cloudesley Shovell zwang den Bey zu Verhandlungen. Beim Tod des Vaters 1675 wurde er in dieser Zeit 2. Viscount Mordaunt und 2. Baron Mordaunt. Er nahm an den Militäroperationen gegen Tanger teil und kehrte dann nach England zurück, um als Whig-Parteigänger in die Politik zu gehen. Er opponierte heftig gegen den Thronantritt von Jakob II. und wich deshalb 1686 nach dessen Thronantritt in die Niederlande aus, wo er Wilhelm von Oranien diente, dessen Krönung in Großbritannien er eifrig betrieb. Er stieg nun in höchste Ämter auf, wurde 1689 Lord of the Treasury und zum Earl of Monmouth ernannt. Er verlor zwar ein Jahr später sein Amt wieder, blieb aber in der Gunst des Königs, den er 1691 nach den Niederlanden begleitete. Ein eigenmächtiges Vorgehen in der Wiedereinführung einer dreijährigen Parlamentszeit führte aber zur Verstimmung mit der Krone. Der endgültige Bruch kam 1697, als er beschuldigt wurde, am Komplott von Sir John Fenwick beteiligt gewesen zu sein und in den Tower geworfen wurde. Nach ein paar Monaten wurde er zwar entlassen, verlor aber seine öffentlichen Ämter. Im selben Jahr 1697 beerbte er seinen Onkel als 3. Earl of Peterborough.
Unter Königin Anne war er ab 1702 wieder politisch aktiv. 1705 erbte er von einer Cousine den Titel 9. Baron Mordaunt. 1705 wurde er wieder Mitglied des Kronrats (Privy Council) und erhielt das Kommando über eine Expeditionsstreitkraft  aus britischen und niederländischen Truppen im Spanischen Erbfolgekrieg. Gleichzeitig hatte er mit Admiral Sir Cloudesley Shovell das Flottenkommando inne. 1705 belagerte er erfolgreich Barcelona und eroberte im Januar 1706 Valencia. Dabei kam es zu Konflikten mit dem Erzherzog Karl von Österreich, dem Peterborough den Weg auf den spanischen Thron ebnen sollte, was sich auch auf die militärische Lage auswirkte. Während Peterborough in Valencia war, belagerten überlegene französische Kräfte den Erzherzog in Barcelona, und nur das Eingreifen der britischen Flotte unter Sir John Leake (der damit gegen Anordnungen von Peterborough verstieß) brachte diesem Entsatz. Meinungsverschiedenheiten zwischen Peterborough und Lord Galway und dem Erzherzog verzögerten den Vormarsch auf Madrid.
Peterborough wurde 1707 nach London zurückberufen, wo sein Verhalten Gegenstand heftiger Debatten im Unterhaus zwischen Tories, die Peterborough unterstützen, und Whigs wurde. Beim Volk war er beliebt, da ihm in Spanien mit relativ wenig Soldaten einige „Husarenstücke“ gelangen, während der Krieg in den Niederlanden stagnierte. Am Ende wurde er 1708 rehabilitiert. Er wurde in diplomatischer Misson nach Wien gesandt, war 1710 bis 1711 britischer Gesandter beim Heiligen Römischen Reich, erhielt das Kommando eines Kavallerie-Regiments und wurde 1713 Ritter des Hosenbandordens. Mit dem Regierungsantritt von Georg I. 1714 verlor er seine Protektion und zog sich zurück. Er starb 1735 in Lissabon, sein Leichnam wurde nach England überführt und in Turvey in Bedfordshire begraben.
Peterborough war von kurzer Statur, aber sehr lebhaft und hitzköpfig.

## Ehen und Nachkommen
Er war zweimal verheiratet. In erster Ehe heiratete er 1678 Carey Fraser († 1709), eine Hofdame von Katharina von Braganza und Tochter des königlichen Hofarztes Sir Alexander Fraser, 1. Baronet. Mit ihr hatte er drei Kinder:
- Lady Henriette Mordaunt († 1760) ⚭ Alexander Gordon, 2. Duke of Gordon;
- John Mordaunt, Viscount Mordaunt (um 1681–1710) ⚭ Lady Frances Paulet († 1715), Tochter des Charles Paulet, 2. Duke of Bolton;
- Hon. Henry Mordaunt († 1710).

1722 heiratete er in zweiter Ehe die bekannte Opernsängerin Anastasia Robinson (um 1695–1755). Die Ehe wurde zunächst geheim gehalten und blieb kinderlos.
Da seine Söhne vor ihm starben, erbte sein Enkel Charles Mordaunt, der älteste Sohn seines Sohnes John, seine Adelstitel.